# Erophiloscia acanthifera
Erophiloscia acanthifera är en kräftdjursart som beskrevs av Klaus Ulrich Leistikow 200. Erophiloscia acanthifera ingår i släktet Erophiloscia och familjen Philosciidae. Inga underarter finns listade i Catalogue of Life.